# Gretna (Regno Unito)
Gretna (in gaelico scozzese: Greatna) è una cittadina di circa 3.000 abitanti della costa sud-occidentale Scozia, facente parte dell'area amministrativa degli Dumfries e Galloway (contea tradizionale: Dumfriesshire) e situata lungo il confine con l'Inghilterra  e di fronte al Solway Firth.
Insieme alla vicina Gretna Green, è nota per il gran numero di matrimoni celebrati in loco.

## Geografia fisica
Gretna si trova nell'estremità sud-orientale dell'area amministrativa del Dumfries e Galloway, lungo il confine con la contea inglese del Northumberland (posto nelle vicinanze del confine tra quest'ultima e la contea della Cumbria), a pochi chilometri a nord-ovest di Carlisle (Cumbria, Inghilterra) e a sud di Langholm ed è situata tra la località scozzese Annan e la località inglese di Longtown (rispettivamente ad est della prima e ad ovest della seconda). Un cavalcavia la separa dalla vicina località di Gretna Green.

## Storia

### Prima guerra mondiale
Gretna si sviluppò nel corso della prima guerra mondiale, quando vi sorse la più grande fabbrica di munizioni al mondo.
Il 22 maggio 1915, Gretna fu teatro della più grande sciagura ferroviaria mai avvenuta in Gran Bretagna, quando un treno che trasportava le truppe britanniche si scontrò con un treno locale: la sciagura provocò la morte di almeno 226 persone.

## Monumenti e luoghi d'interesse

### Architetture religiose

#### Chiesa di Ognissanti
Tra i principali edifici di Gretna, figura la chiesa di Ognissanti, costruita nel 1917 per volere del Ministero delle Munizioni al fine di accogliere le numerose persone di fede anglicana impegnate nelle fabbrica di munizioni della città.

## Società

### Evoluzione demografica
Al censimento del 2011, Gretna contava una popolazione pari a 3.147 abitanti.
La località ha conosciuto quindi un incremento demografico rispetto al 2001, quando contava 2.950 abitanti.

## Sport
La squadra di calcio locale è il Gretna Football Club.